# Kikka
Kikka, właśc. Kirsi Hannele Sirén (ur. 26 października 1964 w Tampere, zm. 3 grudnia 2005 w Nokia) – fińska piosenkarka.
Była jedną z najpopularniejszych piosenkarek w Finlandii na przełomie lat 80. i 90. Swoim wizerunkiem blondynki z wyeksponowanym biustem nawiązywała do takich artystek jak Samantha Fox czy Sabrina Salerno. Trzy jej płyty zyskały status platynowej, dwie – złotej. Najpopularniejszymi piosenkami Kikki były Mä haluun viihdyttää, Sukkula Venukseen, Tartu tiukasti hanuriin, Apinamies. Jej karierę przerwały kłopoty zdrowotne; zmarła w wieku 41 lat na atak serca.

## Dyskografia
- Mä haluun viihdyttää (1989)
- Kiihkeät tuulet (1990)
- Kikka 3 (1991)
- Parhaat puoleni (1992)
- Käyrä nousemaan (1993)
- Ota vaatteet pois (1994)
- Kikka Remix (1995)
- Parhaat 20 suosikkisävelmää (1997)
- Herkut lisukkeineen (2000)
- Hitit (2002)